# Reometra
Reometra is een geslacht van haarsterren uit de familie Calometridae.

## Soort
- Reometra mariae (A.H. Clark, 1912)